# Thất Thánh Triệu Hồi
Thất Thánh Triệu Hồi (tiếng Trung: 七圣召唤; bính âm: Qī Shèng Zhào Huàn, Hán Việt: Thất Thánh Triệu Hoán) là một chế độ chơi thẻ bài trong Genshin Impact, ra mắt vào ngày 7 tháng 12 năm 2022.

## Gameplay
Thất Thánh Triệu Hồi là một trò chơi bài phổ biến trong thế giới giả tưởng Teyvat. Trò chơi được phát triển bởi các học giả tại Sumeru. Để quảng bá trò chơi, các học giả đã ủy nhiệm thương nhân Liben mang bản thử nghiệm của trò chơi bài đến nhà xuất bản Yae ở Inazuma, và ủy nhiệm cho nhà văn Fukumoto, viết tiểu thuyết có tên "Quyển tiểu thuyết này thật lợi hại" để quảng bá.
Trò chơi sử dụng hệ thống chiến đấu theo lượt. Người chơi cần xây dựng một bộ bài gồm 3 thẻ nhân vật và 30 thẻ hành động, và thắng bằng cách đánh đổ tất cả các thẻ nhân vật của đối thủ. Mỗi lượt cần ném 8 xúc xắc Nguyên Tố để có được điểm hành động, có thể được sử dụng để chuyển đổi các thẻ nhân vật, thẻ hành động, thẻ nhân vật để tấn công, v.v. Các phản ứng Nguyên Tố cũng có thể giúp tăng thêm sát thương, giới hạn hành động của các nhân vật đối thủ và các hiệu ứng khác. Người chơi trong Genshin Impact sẽ nhận được một trang bị để đánh dấu các nhân vật người chơi trên bản đồ có thể chơi đấu với họ, hoặc mời người chơi đấu ở quán rượu Đuôi Mèo tại Mondstadt. Đánh bại đối thủ có thể nhận được một số phần thưởng, có thể được sử dụng để mở khóa các thẻ mới. Sau khi cấp độ thẻ của người chơi đạt đến 4, họ có thể mời và chơi đấu với người chơi khác thông qua chế độ co-op.

## Phát triển
MiHoYo phát triển chế độ chơi mới trên tiêu chí "nhẹ nhàng và giải trí", và không có phần thưởng cho PvP. Tất cả các thẻ có thể được thu được trong quá trình chơi và miễn phí để rút thẻ. Trò chơi được giới thiệu vào tháng 11 năm 2021 và chính thức ra mắt vào phiên bản 3.3. Thất Thánh Triệu Hồi cũng là phiên bản PvP đầu tiên của trò chơi.
MiHoYo dự định ra mắt các thẻ nhân vật mới trong mỗi phiên bản của trò chơi và tiếp tục cải thiện gameplay. Sau khi nhận được phản hồi từ người chơi, nhóm phát triển sẽ ra mắt chức năng ghi lại trận đấu và cải thiện trải nghiệm trò chơi trong phiên bản 3.4.

## Đón nhận
Trước khi Thất Thánh Triệu Hồi được phát hành vào giữa tháng 11 năm 2022, một số người chơi đã tạo ra một bản mod game Thất Thánh Triệu Hồi trên Tabletop Simulator dựa theo thông tin chính thức sẵn có.Trước và sau khi trò chơi được phát hành, chế độ đã thu hút sự chú ý của nhiều fan trò chơi bài ở Trung Quốc. Sau khi trò chơi ra mắt, cộng đồng tiếng Anh tự tổ chức giải đấu không chính thức Swiss-made.
Sau khi Thất Thánh Triệu Hồi nhận được những lời bình luận tích cực từ nhiều nhà phê bình, nhiều nhà bình luận đã so sánh trò chơi với Hearthstone và Gwent: The Witcher Card Game, và tin rằng Thất Thánh Triệu Hồi có thể mở rộng đối tượng người chơi. Những nhà bình luận cũng cho rằng Thất Thánh Triệu Hồi có thể giúp cải thiện trải nghiệm tương tác của trò chơi. Nhà phê bình Siliconera Stephanie Liu thẳng thắn nói rằng Thất Thánh Triệu Hồi "đã đánh thức lại sự hứng thú của cô từ những ngày đầu của trò chơi". Biên tập viên Gamersky Youming Xingkong nói rằng Thất Thánh Triệu Hồi là một nỗ lực để giữ cho người chơi luôn cảm thấy mới mẻ trong Genshin Impact và giải quyết tình trạng chán nản sẽ xảy ra trong những trò chơi dài hạn. Biên tập viên Youxiputao cũng chỉ ra rằng Thất Thánh Triệu Hồi có thể "bù đắp cho những thiếu sót của trải nghiệm dài hạn trong trò chơi" và "cải thiện mối quan hệ giữa người chơi".